# Reprezentacja Bahrajnu w koszykówce mężczyzn
Reprezentacja Bahrajnu w koszykówce mężczyzn – drużyna, która reprezentuje Bahrajn w koszykówce mężczyzn. Za jej funkcjonowanie odpowiedzialna jest krajowa federacja koszykówki (Bahrain Basketball Association). Osiem razy brała udział w mistrzostwach Azji, ani razu nie zdobywając medalu – najwyżej uplasowała się na 10. miejscu (w 1997).

## Udział w imprezach międzynarodowych
- Mistrzostwa Azji
  - 1977 – 13. miejsce
  - 1979 – 12. miejsce
  - 1987 – 13. miejsce
  - 1991 – 15. miejsce
  - 1997 – 10. miejsce
  - 1999 – 12. miejsce
  - 2011 – 15. miejsce
  - 2013 – 12. miejsce